# Sarenza
Sarenza är ett franskt företag inom e-handel specialiserade på försäljning av skor och väskor. Företaget har sitt huvudkontor i Paris. Sarenza erbjuder ett urval av hundratals märken och flera tusen olika modeller.
Företaget grundades år 2005 av Francis Lelong, Yoan Le Berrigaud och Frank Zayan, men drivs idag av sina två ägare Stéphane Treppoz och Hélène Boulet-Supau, och sysselsätter över 180 personer (2013).
Företagets utvecklades i Frankrike innan det år 2009 började lansera särskilda webbsidor för länder i hela Europa . År 2012 levererar företaget till 25 länder i Europa.

## Historia
I september 2005 lanserades den franska versionen av hemsidan, ‘sarenza.com'. Företaget växte tack vare två investeringar på totalt 6 miljoner euro och binde sig att på kort sikt lansera internationellt. 
Företaget omstrukturerades i mars 2007, då de tre grundarna lämnar företaget . Stéphane Treppoz tar rollen som CEO och Hélène Boulet-Supau blir COO. De investerar tre miljoner euro för att kunna utveckla företaget  och säkerställa dess position på marknaden. Ett och ett halvt år efter bytet av styrelsen blir företaget lönsamt .
En ny investering på tre miljoner euro äger rum i april 2009, som ämnar finansiera den internationella tillväxten av företaget. Två tredjedelar av det totala kapitalet kommer från Stéphane Treppoz och Hélène Boulet-Supau .
Den 7 april 2010 kl 20:13, har företaget sålt 1 miljon par skor .
I december 2011 tar Stéphane Treppoz och Hélène Boulet-Supau full kontroll över Sarenza .Med detta styr Sarenzas ledning över 80% av bolagets kapital .
I början av 2012 är Sarenza en av Topp 15 av de mest besökta e-handelssidorna i Frankrike enligt FEVAD (Fédération  d’e-commerce et vente à distance = Federation av e-handel och distansförsäljning)  och Médiamétrie med i genomsnitt 3,8 miljoner unika besökare per månad under det första kvartalet 2012.

### Sarenzas utveckling internationellt
Den första lanseringen utanför Frankrike skedde i oktober 2009, med en brittisk version för konsumenter i Storbritannien . Därefter lanserades en italiensk och en tysk sida i december 2010. Första kvartalet år 2011, anländer Sarenza i Spanien . och i Holland . I mars 2012 kommer en ny våg av lanseringar då den polska den europeiska sidan, som täcker östra och norra Europa, öppnas. I september 2012 är det sedan Sverige och Danmarks tur.

## Viktiga siffror
År 2010 var omsättningen 80 miljoner euro, dvs. fyra gånger högre än år 2008 och 20 gånger högre än år 2006.
En omsättning på över 100 miljoner euro år 2011.

## Produkter
I juni 2012, har Sarenza sålt mer än 6 miljoner produkter sedan lanseringen..
Lagret på 18 000 m2 rymmer mer än 1 miljon produkter (2012).

## Affärsmodell
Sarenza är den första franska återförsäljaren av skor som är en "pure player". Den lanserades enligt samma modell som Zappos.com, världens största webbplats som säljer skor.
Konceptet har varit samma sedan starten: ett stort urval - mer än 600 märken och 40 000 modeller av skor och väskor till herr, dam och barn - och en utmärkt service:
- Frakten är alltid gratis hela året runt utan minsta ordervärde.
- 100 dagars öppet köp utan extra avgifter.

## Infrastruktur
Sarenzas huvudkontor ligger i centrala Paris. Alla beställningar till Frankrike eller övriga Europa skickas från lagret i Beauvais, som styrs av företaget ADS, Sarenzas logistikpartner sedan 2010.

## Utmärkelser
Sarenza har tagit emot flera utmärkelser sedan sin lansering. De senaste är:
- Sarenza vann utmärkelsen Internetanvändare i kategorin "Bästa modesidan" under den 5:e upplagan av Nuit de Favor'i av FEVAD som anordnades i slutet av 2011[23].
- Under januari 2012 var Sarenza nominerad i "Great Place To Work 2012"[24]. och vinner utmärkelsen  "Juryns favorit 2012" av FEVAD.  I mars samma år fick Sarenza sin första internationella utmärkelse med "Bästa utländska hemsida" under "E-commerce Awards Madrid"[25]. I september 2012, även i Madrid, fick Sarenza utmärkelsen " Bästa internationella online-butik" under E-awards Duo Madrid 2012 [26]. Två månader senare utsågs Sarenza till "Bästa modesidan online" av FEVAD [27] i Frankrike.

## Evenemang

### Stilett-loppet
Sarenza introducerade konceptet "Nationella mästerskapet i stilettolöpning" för första gången år 2008 i Frankrike . Konceptet är en tävling bestående av 32 lag med 3 tjejer i varje lag. Alla tävlanden måste bära klackar som är minst 8 cm höga. Lagen möts i ett lopp på  3x60 meter, med chansen att vinna skor till ett värde av 3 000€ . Loppet har anordnats fyra gånger sedan 2008.